# Куклинское сельское поселение
Куклинское сельское поселение — упразднённое с 12 апреля 2010 года муниципальное образование в Солецком муниципальном районе Новгородской области России.
Административным центром была деревня Куклино.
Территория сельского поселения располагалась на западе Новгородской области, в юго-западной части Солецкого района. Территория муниципального образования выходит к правому берегу реки Шелонь.
Куклинское сельское поселение было образовано в соответствии с законом Новгородской области от 11 ноября 2005 года № 559-ОЗ.

## Населённые пункты
На территории сельского поселения были расположены 20 населённых пунктов (деревень): Болото, Болтово, Боровня, Владимировка, Вольные Дубравы, Вязище, Вяхорево, Глубокое, Городок, Гребня, Гремок, Замостье, Кузнецово, Куклино, Малые Дубравы, Мячково, Набережная, Нива, Ретно, Софиевка.

## Транспорт
На территории сельского поселения есть станция Куклино и остановочный пункт «213 км» Санкт-Петербург-Витебского отделения Октябрьской железной дороги линии Санкт-Петербург — Витебск. Населённые пункты сельского поселения автодорогами связаны с городом Сольцы.